# روبرت فريسكو
روبرت فريسكو (بالإنجليزية: Robert M. Fresco)‏ ولد 18 أكتوبر 1930 وتوفي 14 فبراير 2014، وهو منتج أفلام أميركي وكاتب سيناريو. فاز مع دينيس ساندرز بجائزة جائزة الأوسكار لأفضل فيلم وثائقي عن تشيكوسلوفاكيا عام 1968.

## أهم أعماله
- الرتيلاء (1955)
- وحوش المونوليث (1957)
- شعب التمساح (1959)
- غزو الفضاء لابلاند (1959)
- البحرية الخاصة للرقيب. أوفاريل (1968)
- تشيكوسلوفاكيا 1968 (1969)

## روابط خارجية
- روبرت فريسكو على موقع IMDb (الإنجليزية)
- روبرت فريسكو على موقع ألو سيني (الفرنسية)
- روبرت فريسكو على موقع أول موفي (الإنجليزية)
- روبرت فريسكو على موقع قاعدة بيانات الأفلام السويدية (السويدية)
- روبرت فريسكو على موقع قاعدة بيانات الفيلم (الإنجليزية)
- روبرت فريسكو على موقع كينوبويسك (الروسية)